# Eckart Olshausen
Eckart Olshausen (* 16. Oktober 1938 in Basel) ist ein deutscher Althistoriker.

## Leben
Eckart Olshausen studierte Latein, Altgriechisch und Alte Geschichte an den Universitäten Erlangen, Göttingen und Kiel. Unter seinen akademischen Lehrern waren Helmut Berve, Horst Braunert, Erich Burck, Karl Deichgräber, Hans Diller, Alfred Heubeck, Alfred Heuß, Reinhold Merkelbach, Otto Seel und Hans Strohm. Die Promotion mit einer Arbeit zum Thema Rom und Ägypten von 116 bis 51 v. Chr. erfolgte 1963 bei Berve in Erlangen, 1965 das Staatsexamen. Von 1963 bis 1970 war Olshausen Wissenschaftlicher Assistent am Lehrstuhl für Alte Geschichte von Horst Braunert an der Universität Kiel. 1970 bis 1973 war er Akademischer Rat für Alte Geschichte an der Universität Stuttgart, während dieser Zeit erfolgte 1972 die Habilitation mit der Arbeit Die hellenistischen Königsgesandten. Prosopographie und Beiträge zum hellenistischen Gesandtenwesen. Bis 1976 war Olshausen außerplanmäßiger Professor, anschließend wurde er in Stuttgart zum ordentlichen Professor und Lehrstuhlinhaber ernannt. Sein Nachfolger wurde 2008 Peter Scholz.
Olshausen ist Fachmann für die historische Geographie der Antike. Mit Holger Sonnabend war er Initiator und Organisator des Stuttgarter Kolloquiums zur Historischen Geographie des Altertums. Zudem war er Mitarbeiter am Tübinger Atlas des Vorderen Orients. Er war Mitherausgeber der Zeitschrift Orbis Terrarum und hat als Autor der Paulys Realencyclopädie der classischen Altertumswissenschaft zugearbeitet. Mehrfach war er Direktor des Historischen Instituts in Stuttgart, von 1974 bis 1976 und 1984 bis 1986 Dekan der Fakultät Geschichts-, Sozial- und Wirtschaftswissenschaften, von 1996 bis 1998 Prorektor für Lehre und von 2000 bis 2003 Mitglied des Universitätsrats der Universität Stuttgart.

## Schriften (Auswahl)
- Rom und Ägypten von 116 bis 51 v. Chr. Dissertation, Universität Erlangen-Nürnberg 1963.
- Prosopographie der hellenistischen Königsgesandten. Teil 1: Von Triparadeisos bis Pydna (= Studia Hellenistica. Band 19). Leuwen 1974 (zugleich Habilitationsschrift, Universität Stuttgart 1972).
- mit Joseph Biller: Untersuchungen zur historischen Geographie von Pontos unter den Mithradatiden (= Tübinger Atlas des Vorderen Orients. Reihe B, Nummer 29). Reichert, Wiesbaden 1984, ISBN 3-88226-206-0.
- Einführung in die historische Geographie der Alten Welt. Wissenschaftliche Buchgesellschaft, Darmstadt 1991, ISBN 3-534-09388-7.
- mit Anne-Maria Wittke und Richard Szydlak (Hrsg.): Historischer Atlas der antiken Welt (= Der Neue Pauly. Supplemente. Band 3). Metzler, Stuttgart/Weimar 2007, ISBN 978-3-476-02031-4.
- Bronzemünzen aus der Zeit Mithradates' VI. im Museum von Samsun (= Geographica historica. Beiheft 1). Franz Steiner, Stuttgart 2009, ISBN 978-3-515-09443-6.
- Strabon von Amaseia (= Studienbücher Antike. Band 18). Olms Verlag, Hildesheim 2022, ISBN 978-3-487-16269-0 (online).